# Argissa hamatipes
Argissa hamatipes is een vlokreeftensoort uit de familie van de Argissidae. De wetenschappelijke naam van de soort is voor het eerst geldig gepubliceerd in 1869 door Norman.